# Einkommenseffekt

Slutsky-Zerlegung: Einkommenseffekt und Substitutionseffekt

Als Einkommenseffekt wird in der Mikroökonomik die Änderung der Nachfrage nach einem Gut bezeichnet, die sich infolge einer Änderung des (realen) Einkommens einstellt. Genauer spricht man von einem Einkommenseffekt, wenn sich aufgrund einer Preisänderung auf einem Markt das Realeinkommen eines Akteurs verändert; diese Realeinkommensänderung bedingt dann wiederum die besagte Änderung der Nachfrage.
Vom Einkommenseffekt unterscheidet man bei der Betrachtung der Folgen einer Preisänderung einen zweiten auftretenden Effekt, den so genannten Substitutionseffekt. Je nach Szenario verstärken sich die Effekte gegenseitig oder stehen einander entgegen.
Zur isolierten Betrachtung des Einkommens- und Substitutionseffektes verwendet man häufig die so genannten Slutsky-Zerlegung; insbesondere bei der graphischen Analyse wird daneben auch oft auf die (analytisch allerdings weniger ergiebige) Hicks-Zerlegung zurückgegriffen.

## Formale Definition
Der Einkommenseffekt ergibt sich direkt aus der Slutsky-Gleichung (zum Beweis und zur Erklärung der einzelnen Funktionen und Variablen wird auf den Artikel Slutsky-Zerlegung verwiesen)
{\displaystyle \underbrace {\frac {\partial x_{i}(\mathbf {p} ,y)}{\partial p_{j}}} _{\text{Gesamteffekt}}=\underbrace {\frac {\partial x_{i}^{h}(\mathbf {p} ,{\overline {u}})}{\partial p_{j}}} _{\text{Substitutionseffekt}}\underbrace {-x_{j}(\mathbf {p} ,y){\frac {\partial x_{i}(\mathbf {p} ,y)}{\partial y}}} _{\text{Einkommenseffekt}}}.
Dabei wird es in der Literatur unterschiedlich gehandhabt, ob der Einkommenseffekt nun wie überstehend definiert wird oder man das Minuszeichen von dem Ausdruck ausnimmt, womit für den Einkommenseffekt dann nur noch {\displaystyle x_{j}(\mathbf {p} ,y)\cdot \left[\partial x_{i}(\mathbf {p} ,y)/\partial y\right]} stehen bliebe. Dies ist freilich für den Anwendungsfall essenziell, denn die Vorzeichen des Effektes kehren sich in diesem Fall um (sodass beispielsweise der Einkommenseffekt bei normalen Gütern stets positiv wäre, siehe weiter unten). Wir verwenden im Folgenden durchgehend erstere Definition.
Für {\displaystyle i=j} gibt der Term rechts des Gleichheitszeichens entsprechend die Auswirkung der Preisänderung eines Gutes auf die Nachfrage nach demselben Gut an (Eigenpreisfall).

## Eigenschaften

### Uneindeutigkeit des Vorzeichens
Man bezeichnet den Einkommenseffekt einer Preisänderung als positiv, wenn die Vorzeichen der Einkommens- und der Nachfrageänderung unterschiedlich sind. Andernfalls spricht man von einem negativen Einkommenseffekt. (Beachte, dass demgegenüber der Substitutionseffekt als positiv bezeichnet wird, wenn die Vorzeichen der Preis- und der [kompensierten] Nachfrageänderung identisch sind.)
Beispiel 1 (Preiserhöhung)
Man betrachte eine Situation, in der es nur zwei Güter gibt: Gut 1 und Gut 2. Zu untersuchen ist, wie sich die Nachfrage nach diesen beiden Gütern ändert, wenn der Preis von Gut 1 steigt. Die Preiserhöhung bewirkt zweierlei:
1. Zum einen führt die Preiserhöhung von Gut 1 dazu, dass Gut 1 für den Konsumenten verglichen mit Gut 2 relativ teurer und somit unattraktiver wird. Der Haushalt wird daher weniger Einheiten von Gut 1 nachfragen und entsprechend mehr von Gut 2. Weil Gut 1 durch Gut 2 ersetzt (substituiert) wird, spricht man hierbei vom Substitutionseffekt.
2. Zum anderen steht dem Haushalt dadurch, dass der Preis für Gut 1 steigt, insgesamt ein geringeres Einkommen zur Verfügung, sodass er seinen Konsum beider Güter einschränkt (dem liegt freilich die Annahme zugrunde, dass die beiden Gütern normal sind, siehe unten). Diesen Effekt bezeichnet man als Einkommenseffekt.

Gesamteffekt: In diesem Beispiel sind sowohl der Substitutionseffekt für Gut 1 (Preissteigerung → Nachfragerückgang) als auch der Einkommenseffekt für Gut 1 negativ (Preissteigerung → Einkommensrückgang → Nachfragerückgang). Beide Effekte addieren sich zu einem negativen Gesamteffekt auf – die Nachfrage nach Gut 1 verringert sich in der Konsequenz also. In Bezug auf Gut 2 wirken hingegen der Substitutionseffekt (positiv) und der Einkommenseffekt (negativ) gegeneinander. Eine klare Aussage über den Gesamteffekt ist hier nicht möglich. Wenn der Substitutionseffekt den Einkommenseffekt betragsmäßig überwiegt, steigt der Konsum von Gut 2; überwiegt jedoch der Einkommenseffekt, sinkt er.
Beispiel 2 (Preissenkung)
Die Überlegung kehrt sich teilweise um, wenn man statt einer Preiserhöhung eine Preissenkung von Gut 1 betrachtet. Eine solche bewirkt zweierlei:
1. Zum einen führt die Preissenkung von Gut 1 dazu, dass Gut 1 für den Konsumenten verglichen mit Gut 2 relativ preiswerter und somit attraktiver wird. Der Haushalt wird daher mehr Einheiten von Gut 1 nachfragen und entsprechend weniger von Gut 2. Weil Gut 2 durch Gut 1 ersetzt (substituiert) wird, spricht man hierbei vom Substitutionseffekt.
2. Zum anderen steht dem Haushalt dadurch, dass der Preis für Gut 1 sinkt, insgesamt ein größeres Einkommen zur Verfügung, von dem er weitere Güter nachfragen kann. Der Haushalt setzt das gestiegene Einkommen sodann ein, um mehr Einheiten beider Güter zu konsumieren (dem liegt freilich die Annahme zugrunde, dass die beiden Gütern normal sind, siehe unten). Diesen Effekt bezeichnet man als Einkommenseffekt.

Gesamteffekt: In diesem Beispiel sind sowohl der Substitutionseffekt als auch der Einkommenseffekt für Gut 1 positiv (Preissenkung → Nachfragesteigerung bzw. Einkommenserhöhung → Nachfragesteigerung). Beide Effekte addieren sich zu einem positiven Gesamteffekt auf – die Nachfrage nach Gut 1 steigt in der Konsequenz also. In Bezug auf Gut 2 wirken hingegen der Substitutionseffekt (negativ) und der Einkommenseffekt (positiv) gegeneinander. Eine klare Aussage über den Gesamteffekt ist hier nicht möglich. Wenn der Substitutionseffekt den Einkommenseffekt betragsmäßig überwiegt, sinkt der Konsum von Gut 2; überwiegt jedoch der Einkommenseffekt, steigt er.
Verallgemeinerung
Tatsächlich handelt es sich hier um eine allgemeine Einsicht. Während der Substitutionseffekt infolge der Preisänderung eines Gutes bei konvexen Indifferenzkurven stets negativ für die Nachfrage nach diesem Gut ist (ein höherer relativer Preis für Gut 2 führt für einen ausgabenminimierenden Konsumenten stets zu einer Verringerung der Nachfrage nach diesem Gut), erschließt sich das Vorzeichen des Einkommenseffektes (und somit auch des Gesamteffektes) nur aus weiteren Annahmen. Häufig ist die Frage, welcher der Effekte überwiegt, auch bei gegebener Ausstattung der Akteure davon abhängig, in welchem Bereich der jeweiligen Budgetgerade man sich befindet.

### Einkommenseffekt bei verschiedenen Güterarten
Die Bezeichnungen von Gütern als inferior und normal beziehen sich jeweils auf die Richtung des Gesamteffektes bezüglich der Nachfrage bei einer Einkommensänderung (unter Konstanz der Preise). So bezeichnet man (nach einer gebräuchlichen Klassifikation) ein Gut als inferior, wenn eine Einkommenssteigerung eine Verringerung der Nachfrage nach dem Gut nach sich zieht und als normal, wenn eine Einkommenssteigerung zu einer Erhöhung der Nachfrage führt. Es zeigt sich demnach, dass der Einkommenseffekt bei normalen Gütern stets negativ ist, bei inferioren hingegen positiv. Dies geht unmittelbar aus der formalen Definition hervor, denn nach Definition ist {\displaystyle \partial x_{i}(\mathbf {p} ,y)/\partial y>0} bei normalen Gütern und {\displaystyle \partial x_{i}(\mathbf {p} ,y)/\partial y<0} bei inferioren Gütern.